# Alvastra pålbyggnad

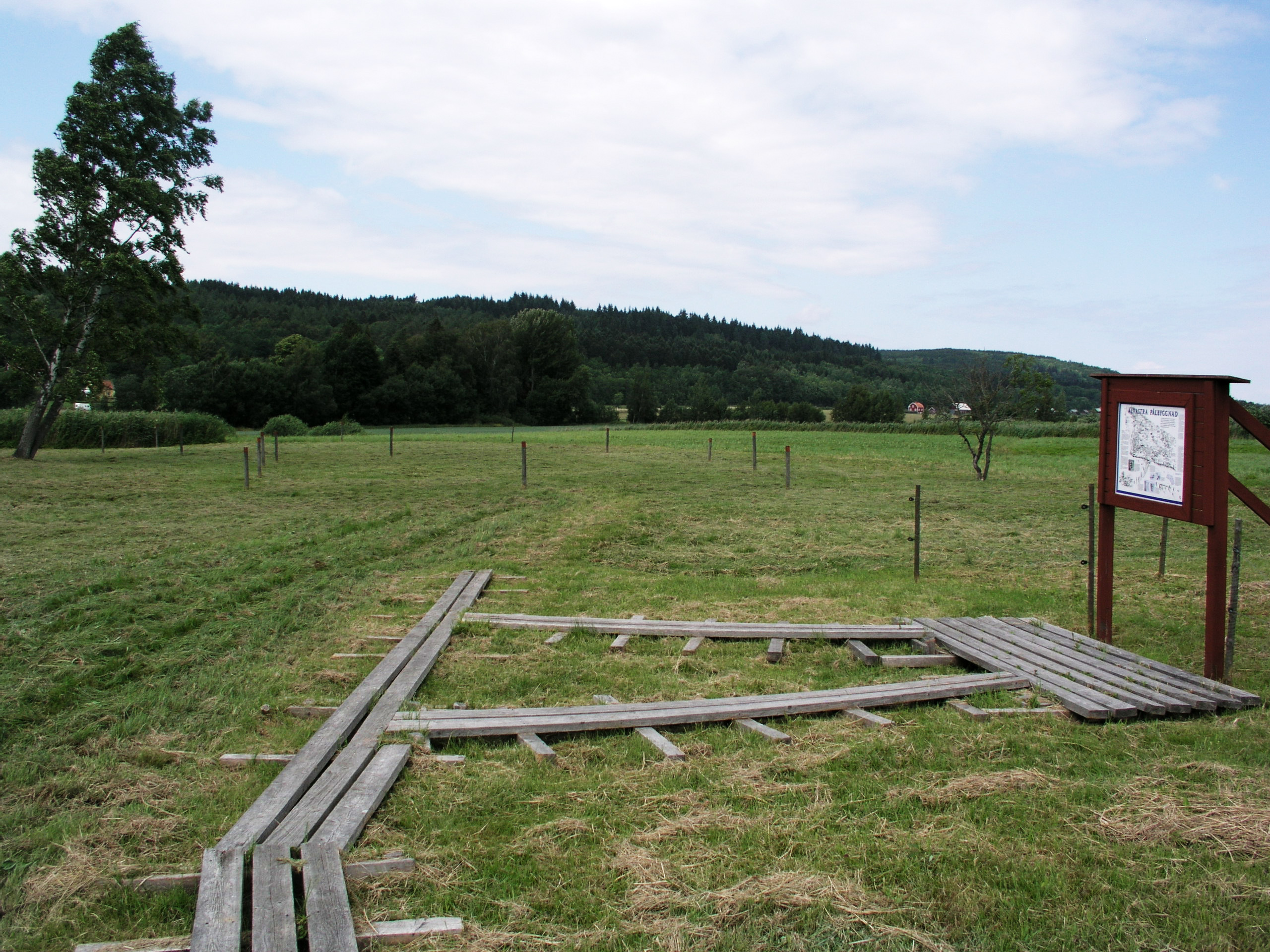
Alvastra pålbyggnad

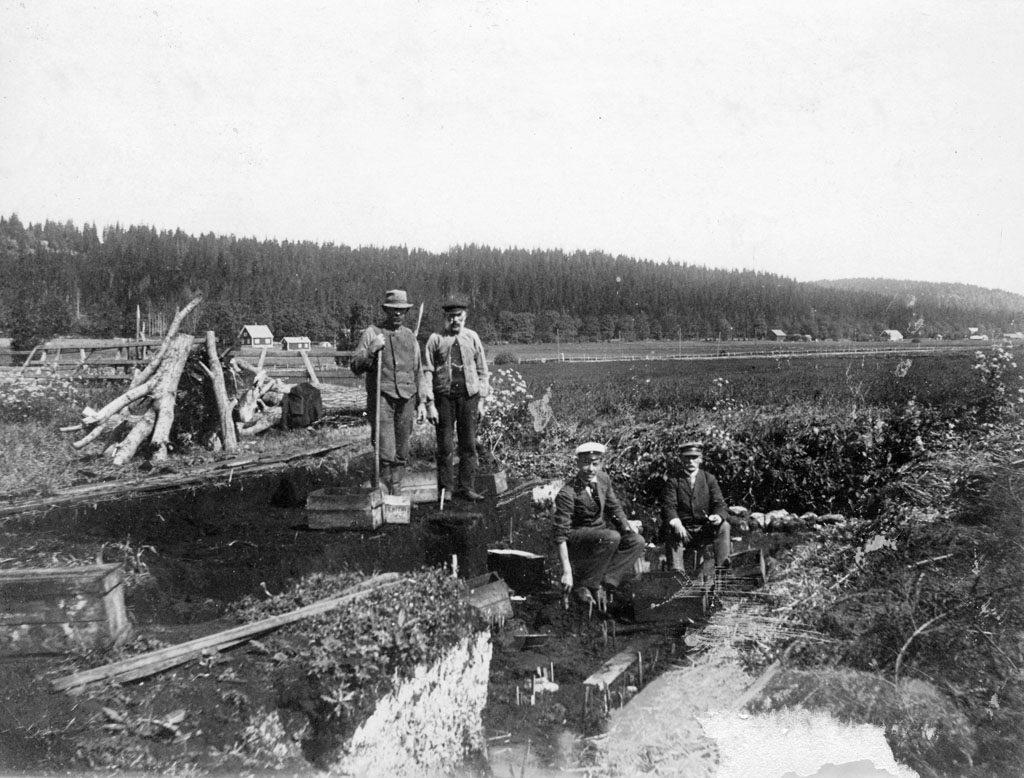
Bild från första utgrävningen, cirka 1914.

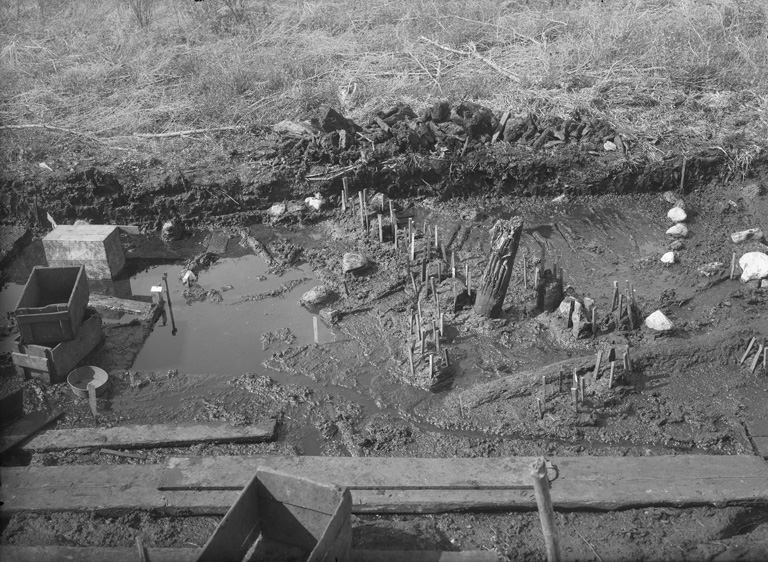
Utgrävning 1916.

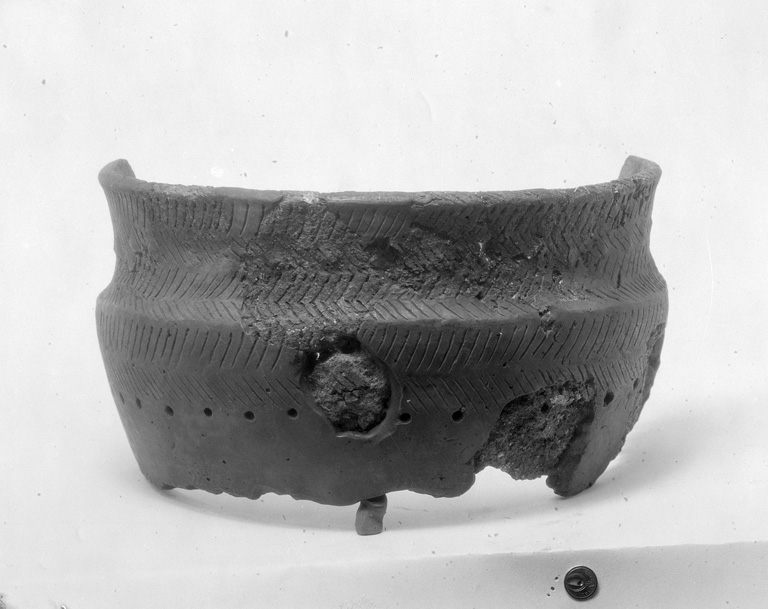
Fynd från Alvastra pålbyggnad.

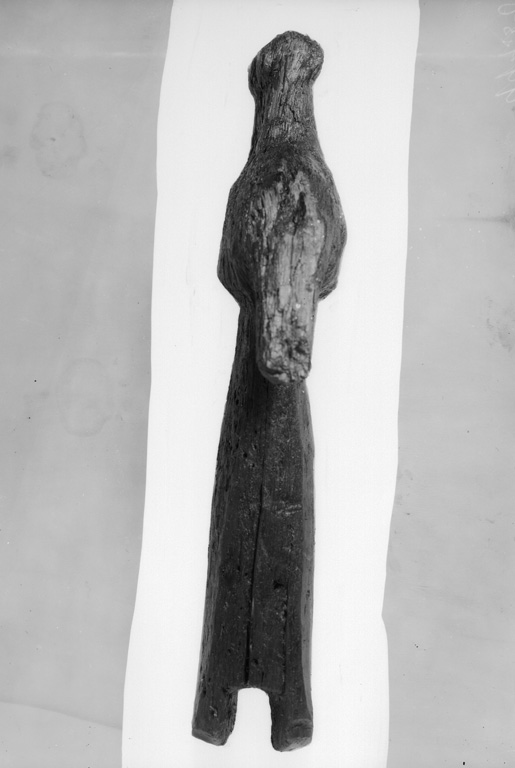
Träkil sedd från sidan.

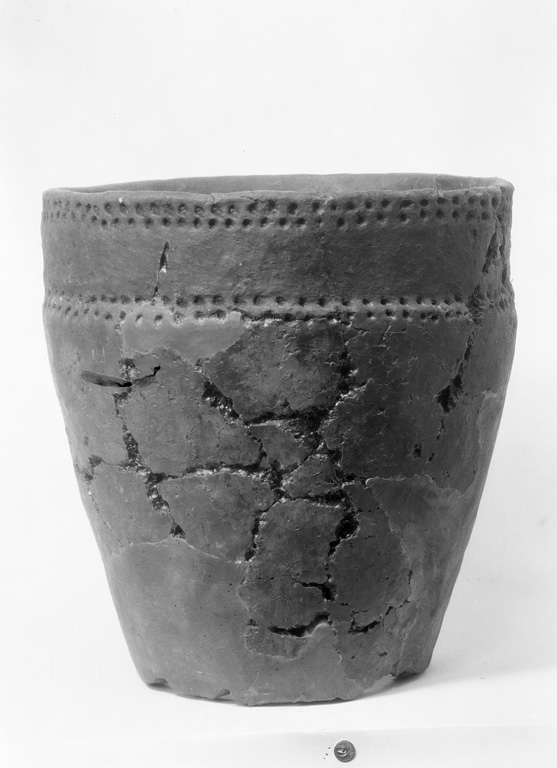
Rekonstruerat lerkärl.

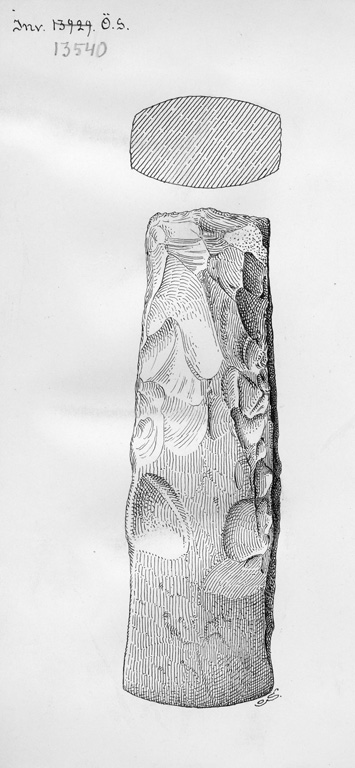
Teckning av fyrsidig flintyxa. Signatur Olof Sörling.

Alvastra pålbyggnad (även kallad Alvastraboplatsen) är en kultplats från stenåldern, belägen vid Alvastra i Västra Tollstads socken i Ödeshögs kommun, Östergötlands län. Den anses kunna kopplas till den gropkeramiska kulturen.
En bit ute i Dagsmosse påträffades 1909 under det översta metertjocka torvskiktet ett 20–35 cm kulturlager i vilket fanns föremål av framför allt grönsten, flinta och trä. Kulturlagret vilar på ett flertal golv av kraftiga intill varandra lagda björk- och furustammar. Golven vilade på pålar av lövträd, främst ek, alm, hassel och apel. Mellan dessa har på åtskilliga ställen iakttagits rester av upprättstående pålar av ek i form av en gles pallisad. Direkt på golvet fanns ett flertal härdar lagda på gråsten och kalksten. Genom utlagda trästockar i form av en lång och smal spång stod boplatsen i förbindelse med fast mark. Efter utgrävningar 1908-19, 1928-39 och 1976-80 är 2/3 av boplatsen undersökt. Senare utgrävningar i slutet av 1900-talet är bara delvis publicerade.
Under sin första fas har pålbyggnaden bestått av två träytor om vardera 200 kvadratmeter, indelade i åtta eller nio rum vardera och omgivna av staket av pålrader. Om- och tillbyggnader har motiverats av eldsvådor, och totalt har 1000 kvadratmeter berörts av pålbyggnaden. De omgivande staketen är för glesa och grunt neddrivna för att anläggningen skall kunna ha varit en försvarsanläggning. Närmare 100 eldstäder utspridda över ytan visar att några fasta väggar på ytan inte funnits, utan endast tillfälliga hyddor.
Pålbyggnaden ligger under markytan och har inte några för ögat synliga rester. Pålarna i marken har konserverats tack vare att grundvattenytan ligger högt och nära markytan. Grundvattenytan upprätthålls av en vattenkälla i området. Platsen för pålbyggnadens olika delar är markerad med käppar som stuckits ned i mossen.

## Datering
Utifrån en del av trävirket har en kort (73 år för ekdelen) flytande (odaterad) dendrokronologisk ek- (och alm)-kurva kunnat byggas, om totalt drygt 100 år, som inte kan sammanlänkas med andra liknande serier, varför de exakta årtalen är okända. Värdet med denna är främst att den givit en viss klarhet i den byggnadshistoriska utvecklingen genom att ek och almstockarna har kunnat korsdateras mot varandra. Beträffande stockarna av andra träslag har ingen ytterligare information kunnat erhållas genom den dendrokronologiska analysen. Kol-14 dateringen av en av stockarna gav resultatet 4430± 85 B.P.. Det vill säga omkring 3100 f.Kr efter kalibrering. Av de drygt hundra kända åren genom serien av årsringar, är det 42 av dessa år som är verksamhetsår på platsen. Årsringarna visar också att 41 år före byggstarten för pålbyggnaden, faller kurvan för årsringar kraftig, med en närmast obefintlig tillväxt 37 år före byggstarten på almarna, men detta tillväxtfall har sannolikt inte klimatologiska orsaker.  
Den dendrokronologiska analysen visar att arbetet med pålbyggnaden pågått i etapper under 18 år, för att sedan avslutas 40–42 år efter starten, efter en paus i arbetet på 22 år. Det förefaller som platsen varit begravningsplats under sina sista år i bruk.
Platsen betecknas i FMIS Västra Tollstad 22:1

## Fynd
Vid undersökning företagen av antikvarien O. Frödin och amanuens H. Arbman år 1929:
- Mänskliga benrester liksom en del ben från djur som ätits på platsen, däribland nöt, får, svin, kronhjort, älg, varg, björn, tjäder, gräsand, abborre och gädda.
- En stor mängd enkla avslag av flinta, skapade genom flintbearbetning, en hel del brända. Spåren av stenarbete på plattformen är dock få, redskapen har förts hit i färdigt skick.
- Flöte av trä
- Skivborrar av flinta
- Brynstenar av sandsten
- Elddon av svavelkis, fnöskesvampar och eldslagningsstenar av leptit
- Bitar av figurer av ben och svinbetar
- Frukter, däribland äpplen
- Organiska frön, däribland sädeskorn av vete och korn.
- Hasselnötter
- Harpunspetsar av ben
- Hängsmycken av svinbetar
- Knackstenar av leptit, flinta liksom hälleflinta och bergart
- Knivar av ben och flinta
- Mängder av keramikskärvor
- Flintkärnor och dylika av kvarts
- Ljusterspetsar av ben, mejsel/ar av ben och metkrokar av svinbetar
- Rullar av näver
- Tvärpilspetsar av flinta, tångepilar, spånpilspetsar,tväreggade pilspetsar
- Benprylar
- Pärlor av ben, däribland kungsörn, och djurtänder samt bärnstenspärlor
- Skedar av ben
- Flintskrapor, däribland skivskrapor och spånskrapor
- Slipstenar av sandsten
- Spetsigt redskap av skiffer
- Flintspån
- En mängd yxor, däribland stridsyxor, av bergart, skiffrig amfibolit och flinta

Vid dränering av mossen:
- Två tjocknackade flintyxor med ofullständigt slipade bredsidor och oslipade smalsidor
- En svinbete
- Ben från djur samt människor

## Funktion
Bland föremålen utmärker sig det stora antalet dubbeleggade yxor av halvfabrikat som inte var färdigtillverkade samt ett kranium intill spången som hade märken efter att ha blivit skalperad. I de små fyrsidiga husen av ett antal runt 20 stycken som utmärker platsen, återfanns både djurben och rester efter vegetarisk kost. Under de 42 åren med verksamhet på platsen är det dock bara ett mindre antal år som det förekommit aktiviteter, främst de inledande 18 åren samt de avslutande åren 40-42. Däremellan växte det upp sly genom golven, som röjdes undan med oregelbundna mellanrum. Vilka som varit här, vad de gjort och varför är fortfarande en olöst fråga, men platsen kan inte tolkas som en regelrätt boplats.
Andra och mer kända områden i Europa där det finns många pålbyggnader är dels de samtida i Schweiz och dels en grupp som är yngre på Irland och i Skottland.

## Galleri

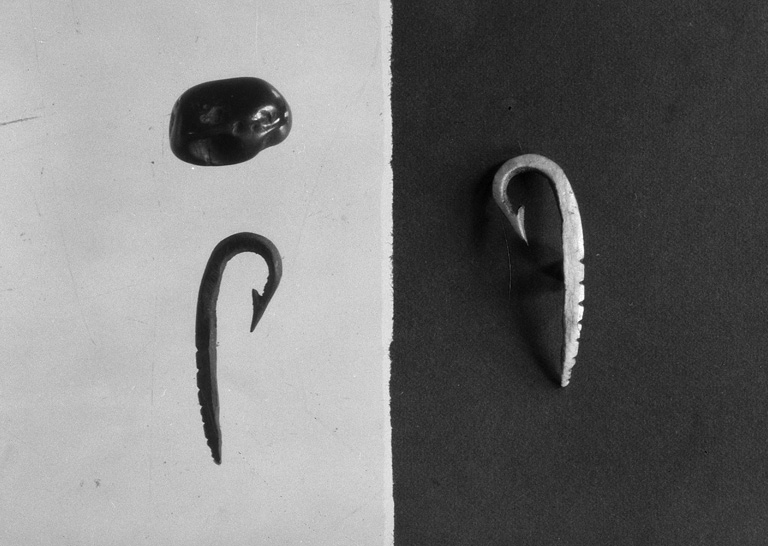
Metkrok av svinbete.
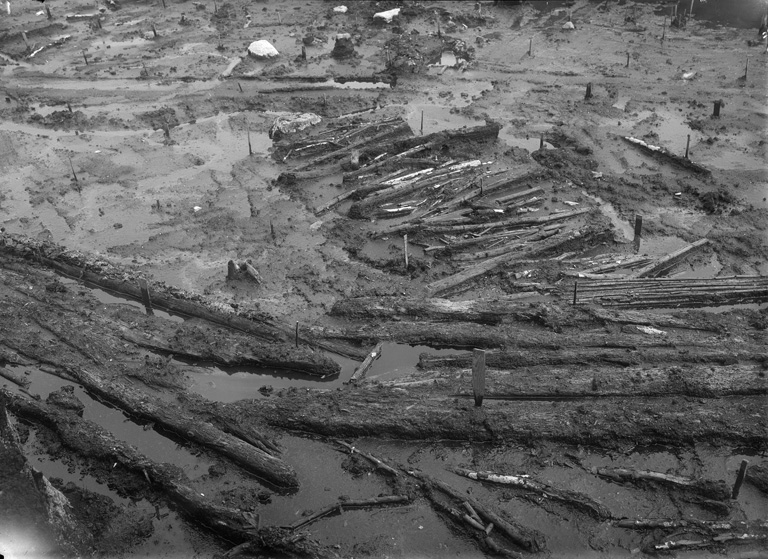
Spången och bispången 1919.
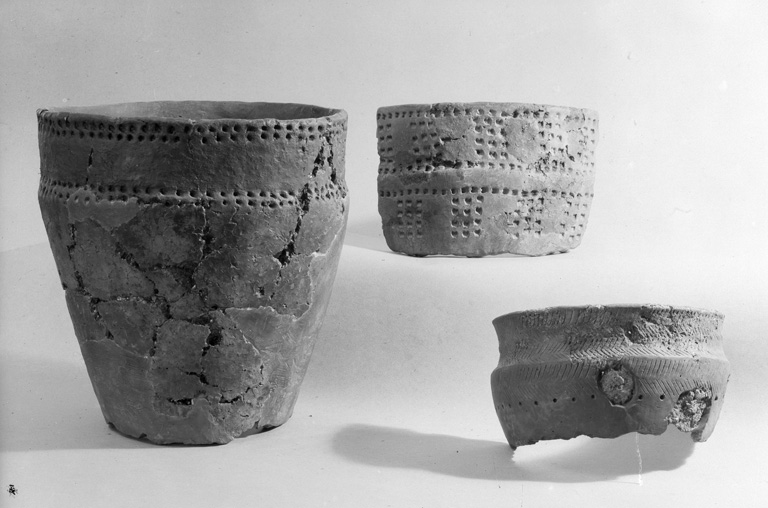
3 rekonstruerade lerkärl från Alvastraboplatsen. Ur utställningen "10.000 år i Sverige".
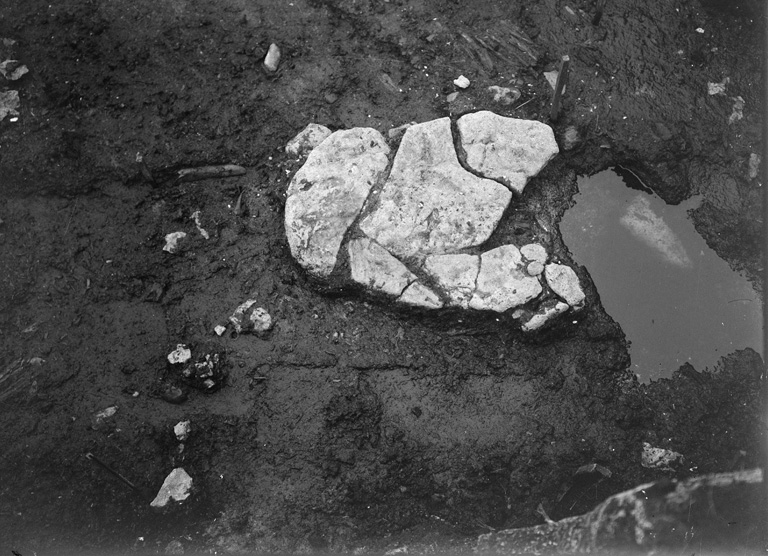
Härden i J5
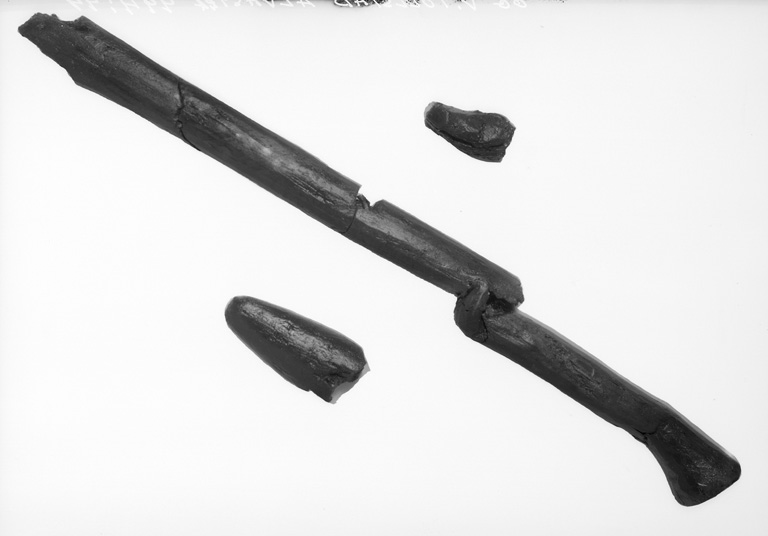
Yxskaft.
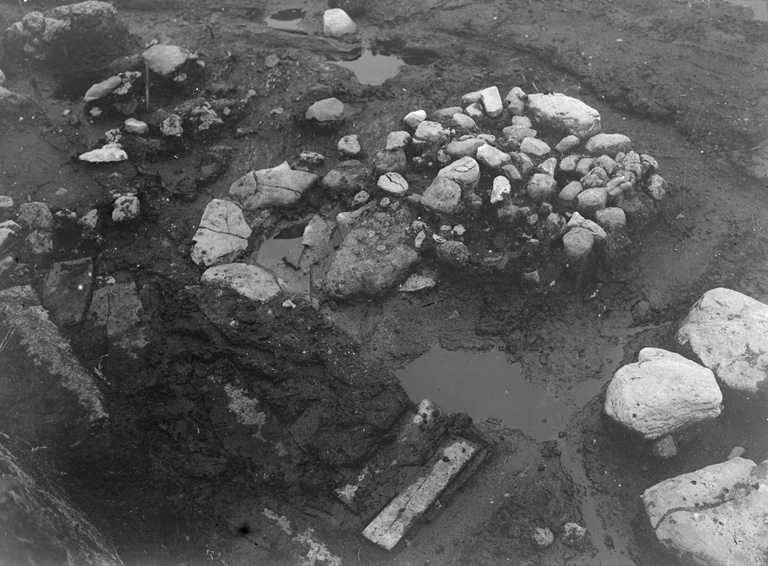
Härden H9d - H10b - I9c - I10a
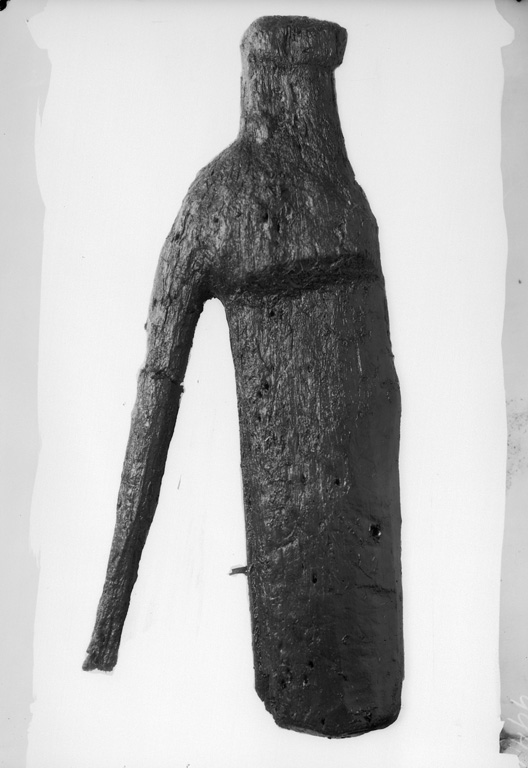
Träkil.
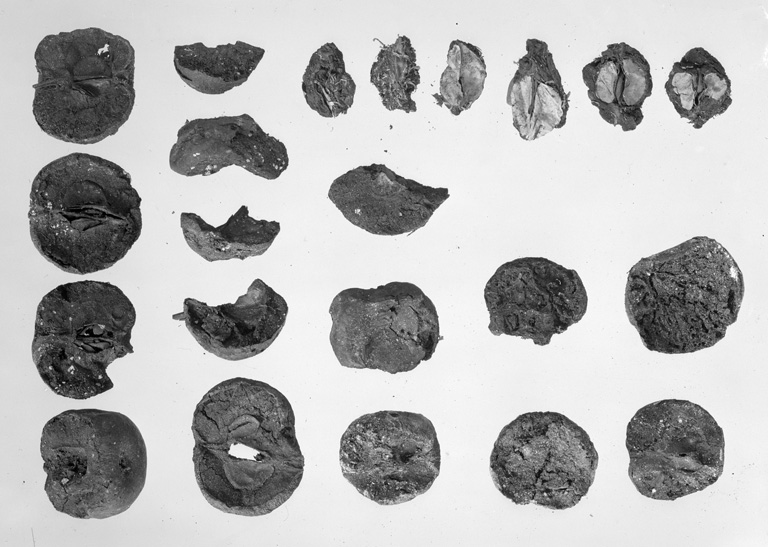
Arrangemang av många äppelfragment i olika storlekar.
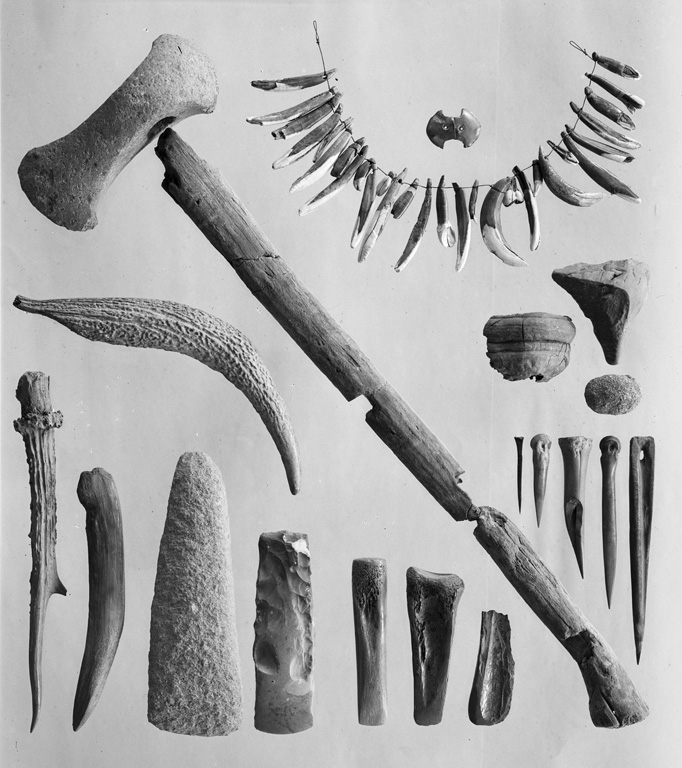
Diverse fynd från Alvastra. Ur utställningen "10.000 år i Sverige".